# ガイガン
ガイガン（Gigan）は、特撮映画『地球攻撃命令 ゴジラ対ガイガン』、『ゴジラ対メガロ』、『ゴジラ FINAL WARS』などに登場する怪獣である。別名は未来怪獣、サイボーグ怪獣。

## 特徴
頭部に備えたサングラスじみた赤い単眼の赤外線眼と硬く鋭い大きな1本角、口の開閉とともに左右に開閉する牙、手足の1本爪、腹側や背側を覆う金色のウロコ、肘から先が大きな鉤爪状になっている両腕のハンマーハンドが特徴。腹部の回転カッターと眉間に埋め込まれた強力レーザー光線発射装置などが、サイボーグ怪獣という、ゴジラシリーズにおいて特異な存在であることの象徴となる。背中には翼状の鰭を3枚持ち、手足の付け根や胴部にプロテクターらしきパーツを備える。
戦闘に際しては、キングギドラなど他の悪役怪獣とタッグを組むことが多い。その華麗な姿と残忍な闘いぶり、徹頭徹尾悪役として登場した独特の存在感が特徴である。特撮監督の川北紘一は、ゴジラのキャラクターが（昭和シリーズでは）正義のヒーローに変わっていったため、敵対する怪獣も悪役然としたキャラクターにする必要があったと述べている。
『地球攻撃命令 ゴジラ対ガイガン』が公開されると、派手なデザインのガイガンは人気を集め、翌年には次作『ゴジラ対メガロ』、さらに特撮テレビドラマ『流星人間ゾーン』（日本テレビ、東宝）にも登場する名敵役となった。後年には、『地球攻撃命令ゴジラ対ガイガン』のオーディオコメンタリーに出演した樋口真嗣にも気に入られている。

### デザイン
初代ガイガンのデザイナーは、かつて『週刊少年マガジン』を中心に挿絵画家として活躍していたイラストレーターの水氣隆義である。ただし、2008年末に水氣自身のWebサイトで公表されるまで東宝でもその事実は知られておらず、漫画家の水木しげるの原案、もしくは彼の描いた妖怪おんもらきのイラストがデザインモチーフなどと推測されていた。水氣自身が公表するまで、東宝関係者の間ですら「講談社のミズキに依頼した」という旨しか知られておらず、当時に該当するのが水氣と水木しかいなかったことが原因であった。水氣自身も、ガイガンのデザイナーが不明とされていることについては知らず、ガレージキットについてネットサーフィンをしていた際に初めて知った後、マーミットでの商品企画時に東宝と交渉して正式に認定された。
資料によっては井口昭彦によるデザインだとされていたが、こちらは井口本人によって否定されている。
上述のような事情から、メインとなっているモチーフが鳥類や恐竜であることまでは推測されていたが何の鳥なのかまではわからず、水氣自身によって雁や鷲など大型の鳥類をベースとしてさまざまな武器や三角形を鋭利なイメージでまとめたものであることが、公表された。デザインの方向性としては、成田亨によるウルトラ怪獣のようなテーマ性の統一感のあるデザインを目指したという。
特徴的なサングラス状の目は「『山と谷と雲』（1959年公開、日活）に出演していた石原裕次郎」から着想を受けたもので、当初の構想ではサングラスの下に左右へ動くモノアイが埋め込まれている設定であった。鉤爪状の両腕や一本爪だけの足はバルタン星人に影響されたもの。腹部の金の鱗は、スーツではキングギドラのそれと同様のものが使用されているが、水氣自身は黄色い鳥の羽毛をイメージしていた。
特技監督の中野昭慶は、前作『ゴジラ対ヘドラ』に登場する敵怪獣ヘドラが軟質的でモノトーンの怪獣であったことから、『地球攻撃命令ゴジラ対ガイガン』では対照的に硬質的で極彩色の怪獣を出すことをコンセプトとしていたと語っている。デザインに際しては、科学雑誌『ネイチャー』に掲載された「恐竜は極彩色だったのではないか」という論文をもとに極彩色の怪獣をイメージし、ゴジラを威嚇するクジャクのような羽根、十二単のようなグラデーション、キングギドラとの整合性を意識した金色の意匠などの要望が中野から出されていたが、水氣には伝わっていなかったとみられる。首から胸にかけて施された七色のグラデーションは現場には不評であり、反射を防ぐためにつや消しスプレーを上掛けされた。肩は西洋甲冑を参考にした動きやすい形状となっているが、中野は肩に肉付けできないことから全体的なフォルムが弱くなってしまったと述懐している。また、中野は自身の要望が届かなかったことから、ガイガンには満足していないとも述べている。
名前の由来はナイスガイの「guy」と、メインモチーフである「雁」を合わせて水氣自身が命名したもの。目のデザイン同様、ナイスガイも石原のイメージに由来するものだったが、他社のスターがモチーフであることを当時は明言できず、周囲には「外敵であるから」という後付の理由で説明していたという。1971年11月25日付の『東京新聞』には「ガイガーカウンターに由来する」という記述もあった。
水氣によるデザイン画は紛失している。従来の資料でデザイン画として紹介されていたイラストは、デザイン決定後に描かれたイメージイラストとみられているが、こちらの作者も不明である。
ゴジラのスーツアクターを務めた中島春雄は、ガイガンについてテレビ的だが新しいデザインだと感じ、2足歩行なので立ち回りもやりやすかったと評している。
書籍『大ゴジラ図鑑2』では、キングギドラの軽量化と評している。

## 登場作品
公開順。
- 地球攻撃命令 ゴジラ対ガイガン（1972年）
- ゴジラ対メガロ（1973年）
- ゴジラ FINAL WARS（2004年）

上記のほか、特撮テレビドラマ『流星人間ゾーン』（1973年）、『ゴジラアイランド』（1997年）、パチンコ『CRゴジラ3・4』、イベント映像作品『フェス・ゴジラ3 ガイガン来襲』にも登場している。
登場が検討されていた作品
『ゴジラ対メカゴジラ』では、検討用脚本『残波岬の大決斗 ゴジラ対メカゴジラ』の段階で、登場が予定されていた。
1985年前後に書かれた山浦弘靖による検討用プロット『SOS日本! ゴジラ特攻作戦』では、タイタン星人に操られる怪獣として登場している。

## ゴジラシリーズ（昭和）のガイガン

### 『地球攻撃命令 ゴジラ対ガイガン』
M宇宙ハンター星雲人が宇宙恐竜をベースにサイボーグへ各種のメカ改造を施した怪獣で、地球侵攻のためにキングギドラと共に宇宙から飛来する。キングギドラの兄弟分で、ゴジラよりも一回り大きい。宇宙空間を移送される際には青い結晶体の中に入っており、大気圏内では背部のロケット噴射機能を持つ原子力推進翼を拡げずに後方に畳んで飛行する。頭部の角がアンテナになっており、コントロール電波を受信する。
M宇宙ハンター星雲人が東京郊外に設置した司令基地「ゴジラタワー」から放たれる、特殊な磁気テープの信号で操られる。平和計画のアクション3の切り札として召喚され、キングギドラと共に大規模な破壊活動を展開した後、ゴジラやアンギラスと激闘を繰り広げる。M宇宙ハンター星雲人の支援もあってゴジラたちを追い詰めるが、地球人にゴジラタワーを破壊されたために形勢が逆転したうえ、誤って正面衝突したキングギドラと喧嘩したことからゴジラとアンギラスの連携攻撃をまともに浴びてしまい、最後はキングギドラともども宇宙へ撤退する。
設定では額のランプに強力レーザー光線発射装置が埋め込まれているが、劇中では一度も使っておらず、遠距離攻撃はキングギドラとゴジラタワーが担う。そのため、戦闘機の編隊についてはわざわざ1機ずつハンマーハンドで叩き落とし、70式メーサー殺獣光線車の攻撃についてはなす術も無く逃げ惑うという、宣材と合致しない描写が見られる。
- スーツアクターは中山剣吾[出典 24]。スーツは手の爪の重さが難点であったという[25][75]。また、足の爪も引っかかりやすかったため、足を上げる芝居を行った[75][74]。特技監督の中野昭慶は、示現流の達人である中山だから演じることができたと評しており、本作品を通じて中山の素質に感心したという[37]。
- 中野は、主役を生かすためには悪役が強くなければならないと考えていたが、ガイガンがカッターを武器とするとはいえゴジラの手を切り落とすなどするわけにはいかないため、ゴジラに負けない方法を工夫する必要があった旨を語っている[76]。

造形
造形者は安丸信行。当初、背中の翼の形状は半円に近い形で小さかったうえに首も若干長かったが、撮影中に羽根の最上部の骨が延長されて逆三角形のシルエットが強化されるなど、着ぐるみが改修されている。製作発表やオープンのコンビナートのシーンは改修前に撮られたもので、この改修前のタイプは当時のソノシート写真などにも使われ、メディア露出も多かった。また、この着ぐるみのみ、腹のカッター部分にはパーツの取り換え式で可動する仕掛けがあるが、これは電装モーターで上下に刃を高速動作させ、回転機能を表現するものであり、クローズアップ用に使用された。また、ビルに切り込むアップのカットでは本物の回転ノコギリを使用して表現された。画面では理解しづらいが、頭頂部の角に合わせる形で口内の上側に三角形の突起が造形されている。そのほか、口と左右の牙にもモーターの開閉ギミックが設けられている。
鱗は、キングギドラの型を流用して作られており、1枚ずつ貼りつけられた。目はアクリル製で、内部の凹凸は裏側から処理している。嘴・角・爪などはFRP製で、翼にはジョーゼットが用いられている。
FRP製の爪は、制作時間が不足していたため、中抜きせず素材の塊を木の棒1本で支えているのみであった。そのため、爪は重く持ち上げづらくなり、前作で重量級のヘドラのスーツに耐え抜いた中山も思うように動かせず音を上げるほどであった。一方、書籍『東宝編 日本特撮映画図鑑』では、造形素材の進化が刃物状のディテール表現に繋がったものと評している。
フロンガスによる噴射ギミックを仕込んだ、約1メートルの発泡スチロール製飛行モデルも作られたが、シーンによってはスーツを操演している。キングギドラとともにゴジラタワーの上空を旋回するシーンは、合成で表現している。
戦闘機を叩き落とすシーンでは、腕のみの造形物が使用された。

### 『ゴジラ対メガロ』
メガロを支援するため、シートピア海底王国人の司令官・アントニオがM宇宙ハンター星雲人にガイガンによる応援を要請し、それによりM宇宙ハンター星から飛来する。
『ゴジラ対ガイガン』時と同個体であるが、配色がやや暗めで丸みを帯びた全身の印象となっている。全体に黒っぽい体色となり、頭も少し上向きの角度に付いているほか、顔もやや垂れ目となり、嘴も太短くなったことでシャープな印象も薄れている。
宇宙空間を発光体の形状で移動し、地球付近に到達するとその姿を現した。メガロと共にジェットジャガーを2対1で追いつめるが、ゴジラの登場によって形勢が逆転すると、ジェットジャガーに右腕を圧し折られてから空中高く投げられたところへゴジラに放射能火炎を浴びせられた後、地面に激しく叩きつけられて戦闘不能になり、メガロを残して宇宙へ退却する。
- スーツアクターは中山剣吾[出典 34][注釈 19]。
- 着ぐるみは新調されている[出典 35][注釈 20]。前作のものと同一個体とされているが、前作にあった口内の歯が本作品ではなくなった[98]。また、手の爪はラテックス製となった[97][88]。
- ガイガンの登場シーンでは、前作の映像も流用している[33]。中野によれば、前作でキングギドラの流用映像を用いたところ、東宝映像社長の田中友幸がこれに味をしめてしまったという[33]。

### 備考
2023年に展開されたゴジラシリーズとテレビアニメ『呪術廻戦』の初コラボレーショングッズのうち、ガイガンについては昭和シリーズ版に準じたデザインで描かれている（相手は禪院真希）。

## 『ゴジラ FINAL WARS』のガイガン
本作品ではX星人の操る巨大生物が機械改造されたサイボーグ怪獣として登場。単眼から放つ散弾状の赤い破壊光線拡散光線ギガリューム・クラスター、胸部の回転鋸ブラデッド・カッター、両腕の根元についたチェーン付きの鉤爪ブラッディ・トリガーを射ち出す能力を持つ。昭和とは異なり、翼を広げて飛行し、ふくらはぎのトゲは飛行時の推進機関となる。
1万2千年前、X星人が地球へ侵攻した時に先兵として使役され、先代のモスラを倒して当時の古代文明を滅ぼした後、X星人がトラップとして残し、ミイラと化して海底で1万2千年も眠っていた。北海道沖の海底から地球防衛軍に回収されて防衛博物館に収容されるが、X星人の再来襲時には統制官の指令で本来の姿に蘇って再起動する。ギガリューム・クラスターで地球防衛軍本部を破壊した後、南極にてゴジラを復活させようとする新・轟天号の行動の妨害に出るが、失敗する。復活したゴジラとの戦いでは、その首にチェーンをかけて引き込み、ブラデッド・カッターで倒そうと至近距離まで迫った際に放射熱線で頸部を吹き飛ばされて敗北し、機能停止する。
その後、東京にてモンスターXと交戦するゴジラの救援に飛来したモスラに対し、強化改造を施され再戦に臨む。破壊された頸部に銀色の装甲を追加して頑強に補強・強化改造されたうえ、角がギザギザで大きくなったほか、両腕のブラッディ・トリガーを地面に突き立てることで疾走時の車輪にもなる2連装巨大チェーンソー・ブラッディ・チェーンソーに換装され、腹部から射出する小型のディスクカッター・ブラデッド・スライサーを装備する。激しい空中戦の末、ブラッディ・チェーンソーを使った空中逆手不意打ち切りでモスラの翅を切断し、一度は撃墜する。しかし、モンスターXと共にゴジラを挟撃するものの倒せず、再び飛来したモスラを追撃する。ブラデッド・スライサーで油断させた隙に放った大幅に出力が強化されたギガリューム・クラスターで倒せたかに見えたが、モスラの放った鱗粉で軌道を狂わされたブラデッド・スライサーによって自らの頭部を切断された後、モスラのファイヤー・ヒート・アタックで爆発四散した。
名称
書籍『ゴジラ大辞典【新装版】』では、名称をガイガン（2代目）と記載している。
改造後の名称は、公開当時の玩具ではパワーアップ・タイプ、関連書籍などでは改造ガイガンとも表記される。

制作
デザイン
デザイナーは韮沢靖。
再登場怪獣としては最も外見が変更され、身体はダークメタリックブルーのレザーで覆われたようなものとなり、関節部には刃のついた装甲、そして両腕には大型化された機械武装が装備され、よりサイボーグらしさが強調されている。韮沢は、初代との差別化として鱗をなくしている。また、初代で十二単衣をイメージしていたという中野昭慶の意向を取り入れ、肩や腿に袖のイメージを取り入れているほか、配色も黒い表皮の上にパールカラーのレインボーを施している。デザイン画では使用するマジョーラの指示も記入していた。
飛行形態では、3枚の羽根を展開させることで、ジェット機の主翼と水平尾翼をイメージしている。
腕の強化換装は、監督の北村龍平の案による。韮沢は、北村から「ものすごいチェーンソーをつけてくれ」と依頼され、2つつけることを提案した。
ミイラ状態について、北村は『羊たちの沈黙』での磔にされた犠牲者をイメージして十字架に磔にされた姿を要望していたが、実際に描くと不自然であったことから不採用となった。ミイラガイガンの線画には、難破船のイメージでフジツボのようなものを描いている。韮沢は、実際の造形では鎖が切れないか不安を抱いたことを述懐している。
化石状態と実体化状態のイメージイラストは三池敏夫が描き起こしたものも存在している。
造形
造型はスタートレインが担当。スーツはアップ用・アクション用が製作された。改造ガイガンのスーツは頭部と両腕のチェーンソーのパーツ換装による。着ぐるみのほかに改造前の形態の飛び人形が製作されているが、首の部分の色は改造後の銀色になっている。化石化した「化石ガイガン」や「ミイラガイガン」と呼ばれる状態は、スーツの表面を加工している。眼の部分は復活時には覆っていた化石化したパーツを取り除き、眼を内部の電飾で発光させている。チェーンソーの刃はCGで動かす予定であったが、途中で改修を経て内蔵したモーターで動かすこととなった。モスラに突き刺した尾の先端部は、スーツとは別に造形された。
造形の若狭新一は、制作物は多かったが、韮沢が分割可能なデザインにしていたためとても作りやすかったことを述懐している。
造形物は、アップ用スーツとミイラタイプが展示用に改修され、2023年時点で現存が確認されている。アクション用も保管はされているが、劣化が進んでいるために分割された状態となっており、頭部のみが展示用に改修されている。

撮影・演出
スーツアクターは吉田和宏。スーツアクションアドバイザーの喜多川務は、吉田についてやれと言われたことは必ず実行するのでガイガン役に起用したと述べている。
両手がカマのようになっているため、2丁の銃を両手に構えているポーズを意識している。外に両腕を広げるポーズは、喜多川が中国武術の構えを参考に作っている。ゴジラにチェーンを巻きつけるシーンでは、形状的に引っ張りづらくかつ滑りやすいため、苦労したという。改造ガイガンでは、機械的にチェーンソーの手首が360度回転している動きを心がけてサイボーグ怪獣らしさを表現している。
撮影は、博物館、東京戦、南極戦の順で行われ、東京戦の爆破シーンのみ終盤の撮影に回された。
ブラッディ・トリガーの射出も、発射時のみCGで飛んでいる場面は操演による。特殊技術の浅田英一は、怪獣がアナログ撮影によることから操演を用いることで繋がりを活かしたかったといい、照明やスモークによる質感などCGの計算では出せない表現を心がけたという。操演の鳴海聡は、北村は捕物帳の投げ銭をイメージしていたと証言している。

玩具
映画公開に合わせてバンダイから発売されたソフビ人形ムービーモンスターシリーズの第一次製造型は早期に完売し、後に小型化された第二次製造型ソフビ人形が発売された。
前年の3式機龍と同サイズで超合金としても発売された。首や頭部の付け替えで飛行形態や強化形態を再現可能となっているほか、メタルブラックとメタリックレッドを基調とした韮沢のデザインカラーに合わせた限定版も発売された。
グッズ
2022年には、ブラッディ・トリガーをモチーフとしたペーパーナイフがサンスター文具より発表されている。

## 『流星人間ゾーン』のガイガン
第11話「間一髪 ゴジラの叫び！」に登場。
ゾーンファミリーの敵であるレッドガロガに操られる「未来恐獣」として登場する。宇宙からやってきてゴジラやゾーンファイターと戦う。両腕に巨大な鉤爪を備えており、ミサイルの直撃にも怯まない。また、腹部に巨大な回転カッターを備えているが、本作品では使用されなかった。
一度はゴジラの放射能攻撃と雷太のボルトサンダーを受けて倒されるが、ガイガン忍法生き返りの術で復活する。ゾーンとの死闘の末、流星ミサイルマイトの直撃を受けて泡を噴いて絶命し、大爆発する。なお、復活した際には「両腕の爪がある限り不死身」とナレーションされており、ゾーンの流星プロトンビームで爪を傷つけるシーンがあったが、結局はうやむやのまま終わる。
- 着ぐるみは『ゴジラ対メガロ』で新調されたものの流用[出典 59]。スーツアクターは図師勲。

## 『ゴジラアイランド』のガイガン
宇宙最強の殺し屋怪獣として、ゴジラと西部劇を想わせる対決を繰り広げる。サムライ的な、ストイックでニヒルなキャラクター。のちにはデストロイアとメガロの卑怯なやり口にゴジラを助けるなど、ライバル的性格を強くしていく。武器は腕のカッター。目からは弓矢状の光線を出し、矢文としても使用する。劇中にてルーカスが「20世紀のゴジラと戦った奴と同じ種族」と語る。
M宇宙ハンター星雲人が、幽閉されている同胞たちの解放を条件にザグレスに貸し出す。非常にプライドの高い性格で、戦闘の前には相手を分析し、イメージトレーニングをすることも欠かさない。また、対戦前には相手に挑戦状を送るなどの古風な面も持つほか、1対1の対決を好み、邪魔者についてはたとえ味方でも排除する。ゴジラとの戦いはサンダ平原で行われ、長い睨み合いの末、1回戦はゴジラを破るが、後日に行われた2回戦で修業を経たゴジラに敗れる。
その後、ゴジラを倒すためにマタンゴ島で修行を続けていたところ、デストロイアとメガロがゴジラを襲っているところに遭遇し、ゴジラと共闘して2体を倒す。このときには「お主を倒すのは拙者だ」と捨て台詞を吐く。
第2シーズンでも修行を続けており、このときはランデスの誘いに乗らない。変身怪獣ドロリンに騙され、一時はゴジラと喧嘩状態になるが、再びゴジラと共闘してドロリンを倒す。その後は登場しておらず、ゴジラとの決着は描かれなかった。
- 造形物はバンダイのソフビ人形東宝怪獣シリーズ[168]。元になったソフビ人形の造型から、背中の翼が2枚しかないが、オリジナルに近い形状に改造されている[169]。

## アニメーション3部作『GODZILLA』のガイガン
アニメ3部作の前日譚である小説『GODZILLA プロジェクト・メカゴジラ』に登場。本作品では宇宙怪獣ではなくシベリア沖の海底にて冬眠状態で発見された地球怪獣であり、エクシフとビルサルドの技術で対怪獣用怪獣として改造され、ゴジラをユーラシア大陸の奥深くへ誘導する「オペレーション・ロングマーチ」に導入される。
ゴジラとの初戦となる2042年のスエズ陽動戦では改造前の状態で登場。本来は猛禽類に鱗とヒレを持った水棲恐竜を合わせたような姿で、飛行能力を有しており、鎌のように大きい前肢の爪が特徴だった。実力ではゴジラに遠くおよばず、ほとんど逃げ回ることしかできずに3日間戦い続けた末に両腕を吹き飛ばされて敗退するが、ゴジラをアフリカ大陸からユーラシア大陸へ誘導することには成功する。その後もゴジラとの対決を繰り返し、バクー、アシガバード、サマルカンド、カシュガルと転戦・敗退するたびに欠損した部位を機械化されていき、「オペレーション・ロングマーチ」を支え続けて現地の兵隊や少年兵からは絶大な信頼を寄せられていく。ヤルカンドでの戦いでゴジラに翼、両腕、頭部を潰されるダメージを負った後、2045年にホータンでビルザルドによってテスト用のナノメタルを施された姿で戦線に投入され、ゴジラと戦う。ナノメタルの増殖機能によって身体を吹き飛ばされても瞬時に再生する能力を見せるが、最後はゴジラの大出力の熱線によって跡形もなく蒸発する。
- 小説刊行後の2018年に大樹連司と白土晴一が明かしたところによれば、虚淵玄による当初のアイデアでは「旧ソ連の科学者によって労働者のために改造された生物兵器であり、シベリアの地中から登場する」「共産圏なので、手がハンマーと鎌になっている」「冷戦下、スターリニズムのもとに生み出された」との旨が挙げられていたが、「面白すぎて出オチになってしまう」などと盛り上がった末に採用しなかったという[171]。

## 『フェス・ゴジラ3 ガイガン来襲』のガイガン
イベント映像作品『フェス・ゴジラ3 ガイガン来襲』に登場。初代と同一の容姿や武器を持つ。
ヘドラを撃破したゴジラがその夜に（海へ帰ろうと）街を歩行していたところへ飛来し、交戦する。ハンマーハンドを交差させてゴジラの放射熱線を防ぎ切り、光線砲も用いながら手傷を負わせた後、ゴジラのパンチで故障した光線砲の代わりに回転カッターで腹部に重傷を負わせて圧倒するが、昏倒しているゴジラにとどめを刺そうと振り下ろしたハンマーハンドを両手で受け止められ、身動きを封じられる。最後は、そのまま起き上がってきたゴジラに回転カッターが届かない至近距離から放射熱線を頭部に浴びせられて倒れ込み、爆散する。
その後、残骸は日本政府に回収されており、次々作『フェス・ゴジラ5 怪獣大決戦』ではジェットジャガー専用の新武装としてハンマーハンドを改造した「Gクロー」が登場する。
- スーツアクターはよしだひかる[出典 60]。
- 前述の通り容姿は初代と同一であるが、ハンマーハンドを鋭利な刃物のように用いる（一閃でゴジラの左頬を切って激怒させる、ビル群を次々と切り倒す）、光線砲を効果的に連射する（ゴジラを容易に接近させない、さらなる放射熱線を吐かせる隙を与えない）など、初代では見られなかった描写も導入されている。

造形
スーツはガイガン50特別企画「ガイガンスーツ起動プロジェクト」のクラウドファンディングによる制作費のもと、若狭新一率いるモンスターズのスタッフによる新規造形で制作された。なお、頭部原型は伊藤成昭、ギミック（メカニカル）は江久保暢宏がそれぞれ担当した。
制作については、プロポーションの調整と安丸による初代の制作工程の調査から開始された。若狭はかつて初代の制作を手伝っていた原口智生から色々と聞き出したほか、書籍『東宝特撮 公式ヴィジュアル・ブック』を参考にし、眼についてはM1号で知られる西村祐次から資料をもらったという。
全高は約210センチメートル。初代の資料を基に、そのまま当時のイメージを甦らせ、当時のものより安全面を考慮して軽量化された。電飾を内蔵した目が発光するほか、外部コントロールによって左右の牙と口が開閉可能となっている。前述の考慮から、一度FRPでの制作を経て型取りし、柔らかい素材で抜くという過程のもと、制作には約4か月が費やされた。表皮の緑部分はラテックス製、それ以外の部分や鱗はビニールレザー製であり、鱗は4種類の合計約2千枚が1枚ずつ貼りつけられたほか、ハンマーハンドは脱着可能となっている。翼状の鰭も脱着可能となっており、スーツアクターが背中から出入りするようになっているほか、翼の各先端にはバランの背中の造形と同じ形式により、ビニールホースが用いられている。すべてFRPで制作されたのは、口の先端など頭部の一部分だけである。

演出
監督の中川和博らによる打ち合わせに際してはエクスプラス製のフィギュアを参考として用いたほか、撮影に際しては出現シーンは初代の登場シーン、着地シーンはスペースゴジラの着地シーンの雰囲気をそれぞれイメージしている。いずれのシーンも、撮影の際にはスーツにワイヤーロープを取りつけ、操演チームの人力によるワイヤーワークを用いており、前者ではグリーンバック合成も用いている。
初代は鈍器のようにハンマーハンドを扱っていたことから、本作品では刃物のような攻撃にしており、複雑な構造の電波塔を切ることとなった。
回転カッターは、初代ではモーターで上下に刃を動かして回転を表現していたが、本作品ではアナログを彷彿とさせる合成処理で表現しており、合成用にスーツから刃の部分が取り外せるようになっている。
光線砲などによる爆発シーンには「三味線」と称される火薬着火機器が用いられたが、これはかつて渡辺忠昭が用いていたものであり、本作品の特殊効果の岩田安司へ受け継がれている。
ゴジラへのとどめに両腕を振り下ろすシーンはよしだがハンマーハンドだけを装着した状態で演じているほか、放射熱線を浴びせられて倒れ込むシーンは翼状の鱗だけを外した状態で演じている。また、爆散した後に咆哮するゴジラの周囲に鱗が舞うシーンは、金色に塗った葉をステージの天井から落として鱗に見立てている。
なお、『怪獣大決戦』でも当初は登場させる予定であったが、撮影スケジュールの関係などで見送られ、前述のGクローを登場させることとなった。詳細は、ジェットジャガー#『フェス・ゴジラ5 怪獣大決戦』のジェットジャガーを参照。

## その他の作品
- 『ゴジラ×メカゴジラ』（2002年）の背景設定として製作補の山中和史により執筆された「特生自衛隊前史」では、劇中世界の1972年に出現したとされる[179]。
- 漫画『怪獣王ゴジラ』では、悪の科学者であるマッド鬼山が、かつてM宇宙ハンター星雲人に操られた個体を改造したネオ・ガイガンとして登場。
- 『CRゴジラ3・4』の実写カットは『FINAL WARS』の着ぐるみを使用。[要出典]『4』では、キングギドラやアンギラスとともにゴジラと戦うムービーがある。スーツアクターは西村郎（『4』）。
- 白組のCGクリエイターの上西琢也による短編作品『G vs.G』『ゴジラVSガイガンレクス』には、ガイガンの大群「ガイガンミレース」とそれらを統率する赤く巨大な個体「ガイガンレクス」が登場し[180]、ゴジラと交戦する（詳細はゴジラ#G vs.Gシリーズを参照）。なお、ゴジラ共々CGで描写されているが、その動きについてはバーチャルYouTuberと同様のVR機器によるモーションキャプチャが導入されている[181]。
- フィールズのパチンコ『P ゴジラ対エヴァンゲリオン セカンドインパクト G』には、X星人（容姿は『怪獣大戦争』に準拠）によって地球襲撃のために蘇らされたとの設定のもと、ガイガン（容姿は『FINAL WARS』に準拠）が登場する[182]。